# Engutoto (Monduli)
Engutoto ist ein Verwaltungsbezirk (Ward) des Distrikts Monduli in der tansanischen Region Arusha.

## Geografie
Engutoto liegt im Norden von Tansania. Der Bezirk umschließt die Distrikthauptstadt Monduli und liegt südwestlich des Monduli Mountains. Bei der Volkszählung 2022 lebten hier 9643 Menschen in 2336 Haushalten.

## Gliederung
Der Bezirk besteht aus drei Gemeinden (Mtaa) mit elf Orten (Kitongoji):
| Mlimani - Mlimani Magharibi - Mlimani Mashariki - Mlimani Mash.Kati - Mlimani Magh. Kati | Sinoni/Ngarash - Sinon Kusini - Ngarash Juu - Ngarash | Olarash - Lengine - Lositeti - Orkaria - Lesale |

## Wirtschaft und Infrastruktur
- Gesundheit: Im Bezirk gibt es zwei staatliche Apotheken, je eine in den Orten Mlimani[6] und in Olarash.[7] Das St . Paul II Rehabilitationszentrum bietet seit 1998 ein Zentrum, das Kindern, Jugendlichen und Erwachsenen mit Behinderung medizinische Hilfe anbietet.[8]
- Bildung: In Engutoto liegt das Lehrer-Bildungs-College Monduli,[9] sowie die weiterführenden Schulen Moringe Sokoine und die Maasae Girls Secondary School.[3]